# پئت
رودخانهٔ پِئْت که به رودخانهٔ تنگ آب هم نامیده شده‌است، رودی فصلی است که از زیرحوضه‌های رودخانهٔ وروند محسوب می‌شود و در شهرستان گراش قرار دارد. سرچشمهٔ این رودخانه، کوه ملک‌تیر و کوه‌های اوز در شمال و کوه‌های گزدان در غرب است. این رود در مسیر خود از باغ‌ها و مزارع بالادست شهر گراش می‌گذرد و پس از تغذیهٔ آب‌انبارهای واقع‌شده در مسیر، وارد دشت گراش می‌شود. پس از آن مسیر رود پئت مشخص و واضح نیست و بیشتر در پهنهٔ دشت پخش می‌شود. علی‌رغم وجود سیل‌بندهای متعدد در مسیر پئت، آب جاری در آن در سال‌های پربارش به سیلاب تنگهٔ لاغر در حدفاصل شهرهای لار و گراش پیوسته و به سد کُوَند می‌رسد. در میان مسیل‌های گراش، پئت نقش مهم‌تری در تغذیهٔ مزارع منطقه دارد.